# گربه خیابانی به نام باب (فیلم)
یک گربه خیابانی به اسم باب (انگلیسی: A Street Cat Named Bob) فیلمی در ژانر زندگینامه‌ای، کمدی، و درام به کارگردانی راجر اسپاتیس‌وود است که در سال ۲۰۱۶ منتشر شد. از بازیگران آن می‌توان به لوک تردئوی اشاره کرد.